# Пальчикова (Злынское сельское поселение)
Пальчикова — деревня в Болховском районе Орловской области. Входит в Злынское сельское поселение. Население — 10 чел. (2010).

## География
Деревня находится в северной части области, в лесостепной зоне, в пределах центральной части Среднерусской возвышенности. Расположена на берегу реки Снытка рядом с деревней Татинки.
Уличная сеть представлена семью объектом: Запрудная улица, Школьная улица, Луговая улица, Садовая улица, улица Ленина, Раздольная улица и улица Гиндина.
Географическое положение: в 22 километрах от районного центра — города Болхов, в 31 километре от областного центра — города Орёл и в 298 километрах от столицы — Москвы.
Часовой пояс
Деревня Пальчикова, как и вся Орловская область, находится в часовой зоне МСК (московское время). Смещение применяемого времени относительно UTC составляет +3:00.
Климат близок к умеренно-холодному, количество осадков является значительным, с осадками даже в засушливый месяц. Среднегодовая норма осадков — 627 мм. Среднегодовая температура воздуха в Болховском районе — 5,1 °C.

## Население
Проживают (на 2017—2018 гг.) 15 жителей в одиннадцати дворах, двое — до 7 лет, один — от 7 до 18 лет, двое — от 18 до 30 лет, двое — от 30 до 50 лет, двое — от 50 до 60 лет и шестеро — старше 60 лет.
| 2010 |
| ---- |
| 10   |

Гендерный состав
По данным Всероссийской переписи населения 2010 года в гендерной структуре населения мужчины составляют 30 % (3 чел.), женщины — 70 % (7 чел.).